# 劉一孚
劉一孚（1532年—？），字貞甫，號海山，山東青州府益都縣人，民籍，明朝政治人物。

## 生平
嘉靖三十一年（1552年）壬子科山東鄉試第十一名舉人。嘉靖三十八年（1559年）中式己未科會試第二百七十二名，三甲第一百四十名進士。授四川富顺县知县，四十一年调任河南仪封县，遷户部主事，历官吏部郎中，出为四川布政司參議，升江西按察司副使，以考察去職。

## 家族
曾祖劉亮；祖父劉玉；父劉相，母李氏。重庆下。弟有孚、中孚。子其遠、其速，相繼舉於鄉。